# Václav Veselý
Václav Veselý (13. srpna 1900, Praha - 10. prosince 1941, tamtéž) byl český a československý gymnasta, olympionik, který získal stříbrnou medaili z Olympijských her. V Amsterdamu 1928 získal stříbro v soutěži družstev.